# Gutshof Kulva

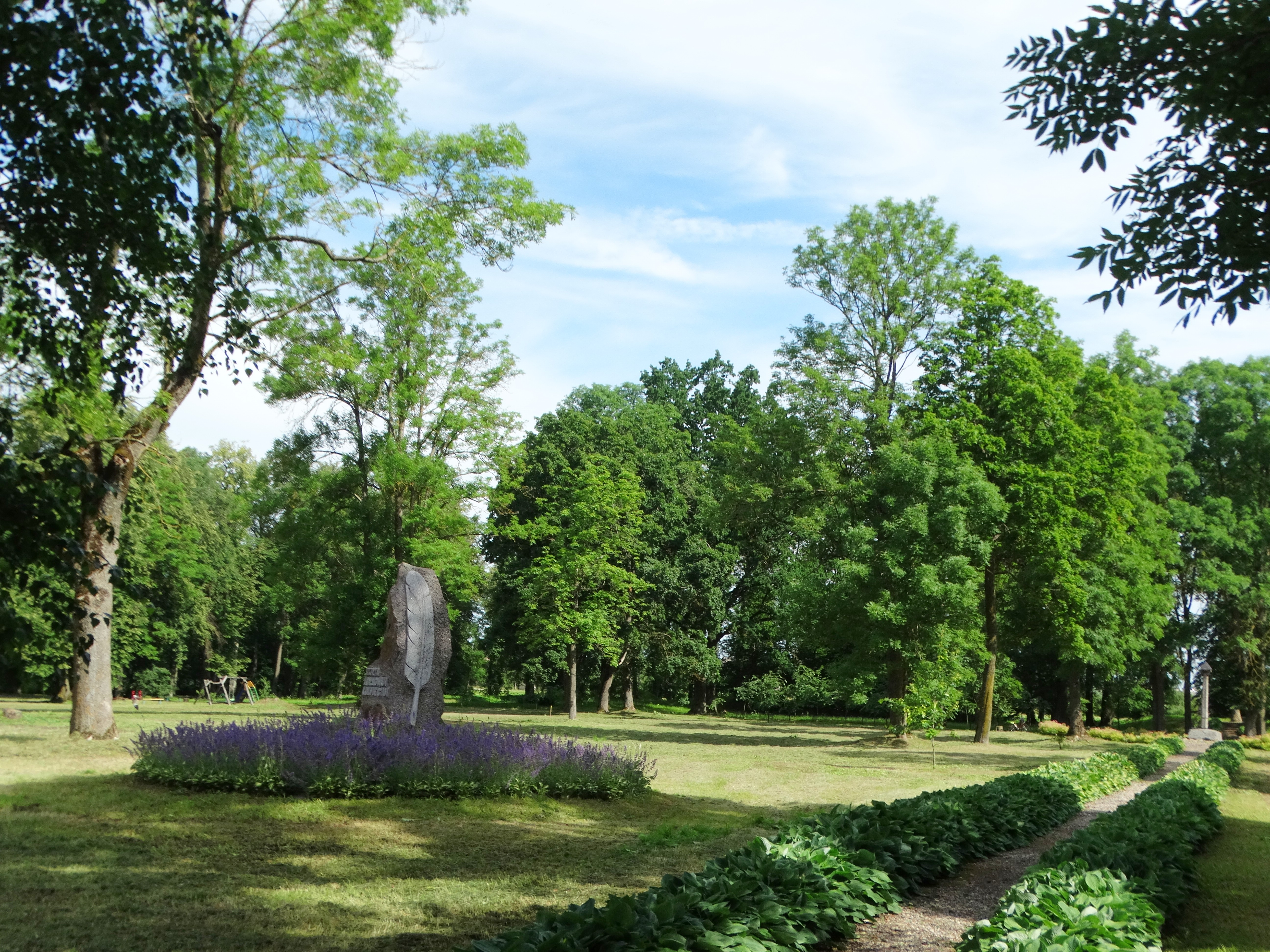
Denkmal im Park

Der Gutshof Kulva (litauisch Kulvos dvaras) war ein Gutshof in Kulva in der Rajongemeinde Jonava, 9 km von der Stadt Jonava (Bezirk Kaunas, Litauen). Erhalten ist nur ein Park mit der Fläche von 10,5 ha mit einer Lindenallee. Dort gibt es ein Denkmal. Der Gutshof gehörte dem Adelsgeschlecht Gedgaudai. Das alte Herrenhaus blieb nicht erhalten. Wegen der Teilnahme der Inhaber  während der Aufstände in den Jahren 1831 und 1863 (Novemberaufstand etc.) beschlagnahmten ihn die zaristischen russischen Behörden und das Herrenhaus wurde dann zerstört.

## Söhne und Töchter
- Abraomas Kulvietis (um 1509–1545), Professor der  Albertus-Universität Königsberg